# جامعة دبي
جامعة دبي هي جامعة معتمدة في دولة الإمارات العربية المتحدة، وهي مرخصة وطنيًا من قبل وزارة التعليم العالي والبحث العلمي، وأول جامعة خاصة في دبي تحمل الاعتماد الدولي AACSB في عام 2009، واستمرت لمدة 5 سنوات أخرى حتى عام 2019، بالإضافة إلى أول جامعة خاصة في الإمارات العربية المتحدة تحمل اعتماد ABET-CAC لبرنامج الحوسبة ونظم المعلومات (BS) في عام 2006.

## التاريخ
تأسست جامعة دبي في عام 1997 من قبل غرفة تجارة وصناعة دبي لمعالجة الفجوات في المهارات والمؤهلات في القوى العاملة ولدعم برامج تنمية الموارد البشرية الحكومية في القطاعين العام والخاص، الجامعة كانت تعرف أيضًا باسم كلية دبي بوليتكنيك. تم تقديم برامج التصميم الجرافيكي والتواصل المرئي في السنوات الأولى من إنشاء الجامعة. كان عام 2001 نقطة تحول في تاريخ الجامعة - المعترف بها آنذاك باسم كلية دبي الجامعية - عندما اعتمدت وزارة التعليم العالي والبحث العلمي بكالوريوس إدارة الأعمال (BBA) وبكالوريوس العلوم في الحوسبة و برامج درجة نظم المعلومات. في يونيو 2006، وافق صاحب السمو الشيخ محمد بن راشد آل مكتوم ، نائب رئيس الدولة رئيس مجلس الوزراء حاكم دبي، على تغيير الاسم من كلية دبي الجامعية إلى جامعة دبي.

## كليات جامعة دبي
توجد مجموعة متنوعة من برامج البكالوريوس والدراسات العليا منها
- كلية دبي للأعمال
- كلية هندسة تكنولوجيا المعلومات
- كلية الحقوق
- تعليم عام

تخصصات البكالوريوس في جامة دبي
- بكالوريوس محاسبة
- بكالوريوس مالية ومصرفية
- بكالوريوس التسويق الالكتروني
- بكالوريوس ريادة الأعمال
- بكالوريوس ادارة العمليات والخدمات اللوجستية
- بكالوريوس العلوم في الهندسة الكهربائية
- بكالوريوس العلوم في نظم المعلومات الحاسوبية

تخصصات الماجستير في جامعة دبي
- ماجستير في إدارة الأعمال (عدة تخصصات)
- ماجستير العلوم في علم البيانات
- الجرائم المالية وغسيل الأموال
- التحكيم وفض المنازعات
- الأمن السبراني
- دكتوراه في إدارة الأعمال
- دكتوراه مالية

## تصنيف الجامعة
في عام 2025،حلت جامعة دبي بين أفضل 1000 جامعة على مستوى العالم، ضمن تصنيف، «كيو إس» «كواكواريلي سيموند العالمية QS»حيث أحرزت الجامعة في تصنيفات QS العالمية المركز بين 851-900

## روابط خارجية
- جامعة دبي